# František Troníček
František Troníček (17. června 1876 Sázava u Davle – 19. srpna 1948 Praha) byl český stavitel, příležitostný architekt a podnikatel. 

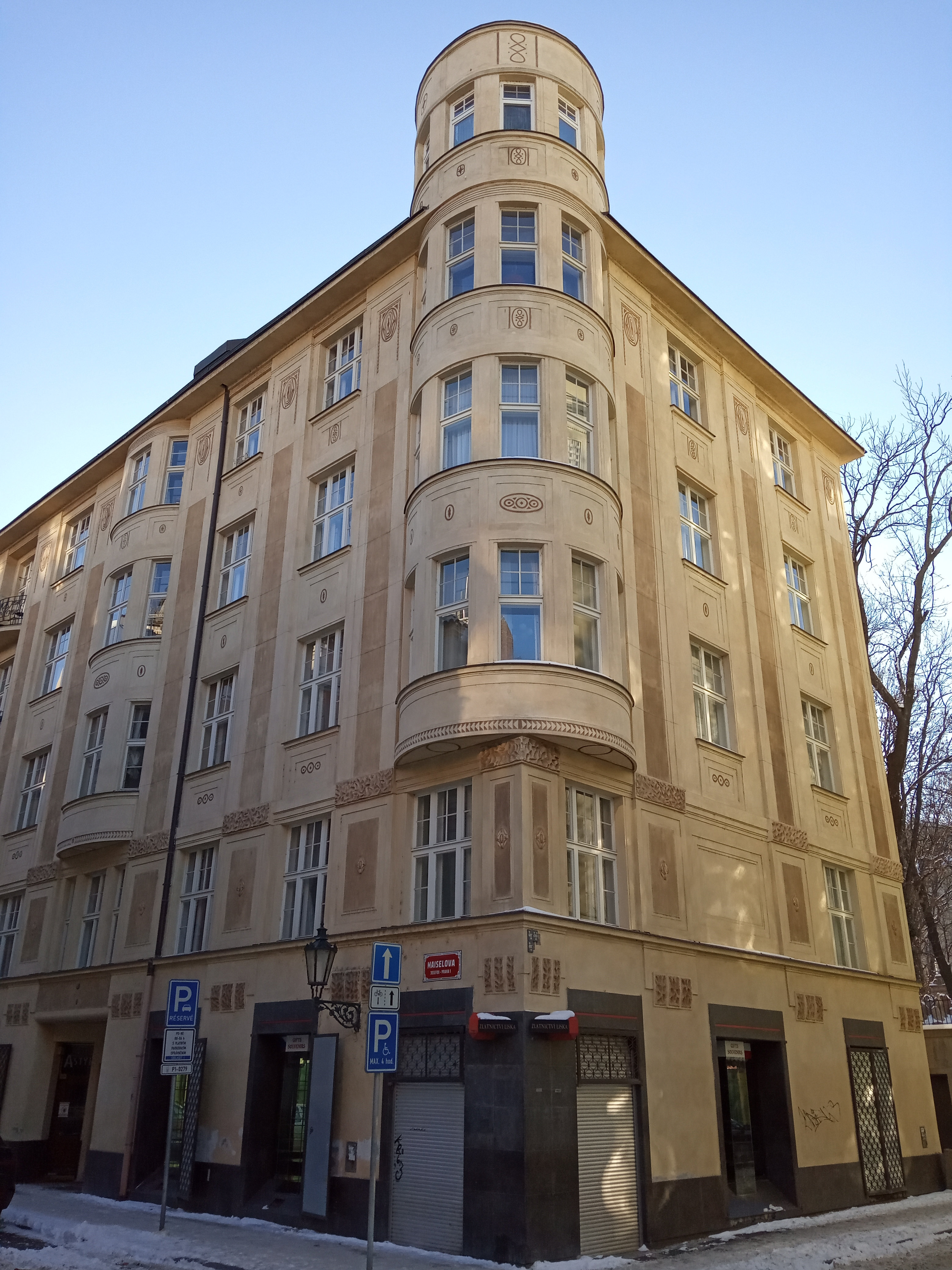
Dům čp. 39/V, Praha _Josefov, Maiselova 17

## Život a kariéra
Narodil se v rodině rolníka Františka Troníčka st. (1846–1917) a jeho manželky Marie, rozené Nejedlé z Okrouhla (1858–1923) na statku čp. 7 v Sázavě, nyní pravobřežní součásti městyse Davle. Vystudoval nižší reálku v Ječné ulici v Praze a odbornou stavitelskou školu při Vyšší státní průmyslové škole v Praze. Později pravděpodobně studoval a nedostudoval stavební fakultu ČVUT, protože mu titul inženýra udělilo Ministerstvo veřejných prací ve Vídni, a také na vizitkách a v Albu vlastní firmy se psal s titulem Ing.
Praktické zkušenosti získal od strýců-stavitelů Jana Troníčka a Karla Horáka. Roku 1897 vstoupil do firmy Václava Nekvasila, s nímž absolvoval také studijní cestu do Bosny a Dalmácie; a pokračoval ve firmě i za vedení syna Otakara Nekvasila. V letech 1933–1937 měl 5% podíl v jejich nové akciové společnosti. Jeho vlastní firma stavěla obytné stavby od roku 1906. Navrhoval rodinné domy v Davli, Jílovém, Senohrabech a v Praze. V akciové společnosti se podílel na budování průmyslových staveb (pivovary, cukrovary, lihovary, plynárny, cihelny, továrny či jejich sklady).. 
Stavební kancelář Fr. Troníčka sídlila na Novém Městě postupně v Purkyňově ulici čp. 53/II. a ve Vladislavově čp. 76/II. K jeho blízkým spolupracovníkům ve 30. letech patřil architekt Jaroslav Gruber (1905–1959), žák Josefa Gočára.

## Výběr z realizací
- Dům pro syna Jiřího, zvaný Jiříčkův baráček, Davle-Sázava čp. 21 (1912); později stržena a zcela přestavěna na funkcionalistickou vlastní vilu Františka Troníčka, nyní sídlo mateřské školy (LÍBAL 2020, s. 5, obr. 6)
- Nárožní dům Maiselova čp. 39/V., Praha V – Josefov (1910–1912); spolupráce Josef Čácha
- Řadový nájemní dům, ulice Elišky Krásnohorské čp. 11/V., Praha V – Josefov (1913); spolupráce Josef Čácha
- Nárožní dům čp. 158/XI, Podolské nábřeží 16, Praha 4 – Podolí (1913)
- Učitelské domy čp. 123/V, 1021/V, 1037/V v ulici Elišky Krásnohorské podle projektu Otakara Novotného
- Nájemní domy Stavebního družstva úřednictva ministerstev a pošt a telegrafů čp. 458/XIX.– 462/XIX v ulicích Eliášova č. 33, 35, 37, 39 a Z. Wintra (nyní R. Reagana) č 14, 16; Praha 6 - Bubeneč (1920–1921)
- nárožní dům čp. 507/II v Salmovské a Ječné ulici, Praha 2 – Nové Město (1923)
- vila v Trojské ulici čp. 193/VIII, Praha 8 – Troja, podle projektu Otakara Novotného (1923–1924)
- nájemní dům čp. 811/VII v Kamenické ulici, Praha 7 – Holešovice, podle projektu Otakara Novotného
- nájemní dům čp. 122/XIX v Čechově ulici 6, Praha 6 – Bubeneč (1926), purismus s romantickými detaily dekorace mezi okny
- obchodní a nájemní dům pojišťovny EGAP ve Vodičkově ulici čp. 701/II, Praha 1 – Nové Město, (1927)
- dostavba dvou pater, věže a terasy obchodního domu U Nováků čp. 699/II, Vodičkova 28–30, Praha 2 – Nové Město, (1927–1929)
- budova Denisova francouzského institutu ve Štěpánské ulici čp. 644/II, spolupráce na projektu Hugo Vraný (1929)
- vila čp. 1072/13 v Kadeřávkovské ulici, Praha 6 – Dejvice (1929), purismus (Burianova vila)
- dílny firmy Antonín Páv, Praha 7 – Holešovice, nyní Centrum současného umění DOX
- nájemní dvojdům čp. 953/XIX a 73/XIX, Ovenecká 23, 25, Praha 6 – Bubeneč, (1932–1934), purismus
- domy čp. 2050/II ve Vladislavově a čp. 2053/II v Purkyňově ulici (nyní sídlo divadla Troníček), Praha, Nové Město (1939–1941)[3]